# Euploea sophia
Euploea sophia är en fjärilsart som beskrevs av Moore 1883. Euploea sophia ingår i släktet Euploea och familjen praktfjärilar. Inga underarter finns listade i Catalogue of Life.